# Мат Смит
Матю Робърт „Мат“ Смит (на английски: Matthew Robert Smith) е английски актьор. Той е най-известен с ролята си на Единадесетия Доктор в британския научнофантастичен сериал Доктор Кой, за която е номиниран за награда БАФТА през 2011 г.
Смит първоначално се стреми да бъде професионален футболист, но спондилолизата го принуждава да се откаже от спорта. След като се присъединява към Националния младежки театър и изучава драматично и творческо писане в Университета на Източна Англия, през 2003 г. става актьор, играейки поредици роли на сцената като Murder in the Cathedral, Fresh Kills, The History Boys и On the Shore of the Wide World в лондонските театри.